# Carl Jenkinson
Carl Daniel Jenkinson (8 de febrer de 1992) és un futbolista professional anglès que juga de lateral dret pel Nottingham Forest FC.